# Segundo principio de la termodinámica
El segundo principio de la termodinámica  expresa que:

La cantidad de entropía del universo tiende a incrementarse en el tiempo.

Este principio establece la irreversibilidad de los fenómenos físicos, especialmente durante el intercambio de calor. Es un principio de la evolución de los sistemas físicos que fue enunciado por primera vez por Sadi Carnot en 1824. Después ha sido objeto de numerosas generalizaciones y formulaciones sucesivas por Clapeyron (1834), Clausius (1850), Lord Kelvin, Ludwig Boltzmann en 1873 y Max Planck (véase la historia de la termodinámica y la mecánica estadística), a lo largo del siglo XIX y hasta el presente.
El segundo principio introduce la función de estado entropía {\displaystyle S}, por lo general asimilada a la noción de aleatoriedad que no puede más que crecer en el curso de una transformación termodinámica real.

## Introducción
El segundo principio de la termodinámica es uno de los más importantes de la física; aún pudiendo ser formulado de muchas maneras, todas ellas llevan a la explicación del concepto de irreversibilidad y al de entropía. Este último concepto, cuando es tratado por otras ramas de la física, sobre todo por la mecánica estadística y la teoría de la información, queda ligado al grado de desorden de la materia y la energía de un sistema. La termodinámica, por su parte, no ofrece una explicación física de la entropía, que queda asociada a la cantidad de energía no utilizable de un sistema. Sin embargo, esta interpretación meramente fenomenológica de la entropía es totalmente consistente con sus interpretaciones estadísticas. Así, tendrá más entropía el agua en estado gaseoso con sus moléculas dispersas y alejadas unas de las otras que en estado líquido con sus moléculas más juntas y ordenadas.
El primer principio de la termodinámica, siguiendo la ley de conservación de la energía, dictamina que la energía no se puede crear ni destruir, sino que se transforma, y establece el sentido en el que se produce dicha transformación. Sin embargo, el punto capital del segundo principio es que, como ocurre con toda la teoría termodinámica, se refiere única y exclusivamente a estados de equilibrio. Toda definición, corolario o concepto que de él se extraiga solo podrá aplicarse a estados de equilibrio, por lo que, formalmente, parámetros tales como la temperatura o la propia entropía quedarán definidos únicamente para estados de equilibrio. Así, según el segundo principio, cuando se tiene un sistema que pasa de un estado de equilibrio A a otro B, la cantidad de entropía en el estado de equilibrio B será la máxima posible, e inevitablemente mayor que la del estado de equilibrio A. Evidentemente el sistema solo funcionará cuando esté en tránsito del estado de equilibrio A al B y no cuando se encuentre en uno de estos estados. Sin embargo, si el sistema está aislado, su energía y masa no han podido variar (según el primer principio); si la entropía se maximiza en cada transición de un estado de equilibrio a otro, de modo que el desorden interno del sistema aumenta, se ve claramente un límite natural: cada vez costará más extraer la misma cantidad de trabajo, pues según la mecánica estadística el desorden equivalente debe aumentar exponencialmente (dado que la cantidad de trabajo se obtiene del paso de un estado ordenado a otro de mayor desorden).
Aplicado este concepto a un fenómeno de la naturaleza como por ejemplo la vida de las estrellas, estas, al convertir el hidrógeno, su combustible principal, en helio generan luz y calor. Al fusionar los núcleos de hidrógeno en su interior la estrella libera la energía suficiente para producir luz y calor a esa intensidad; sin embargo, cuando fusiona los núcleos de helio no consigue liberar la misma cantidad de energía que obtenía cuando fusionaban los núcleos de hidrógeno. Cada vez que la estrella fusiona los núcleos de un elemento obtiene otro que le es más inútil para obtener energía y, en consecuencia, la estrella muere. Y en ese orden de ideas la materia que deja atrás ya no servirá para generar otra estrella. Es así como el segundo principio de la termodinámica se ha utilizado para explicar el final del universo.

## Definición axiomática
La definición formal del segundo principio de la termodinámica establece que: 

En un estado de equilibrio, los valores que toman los parámetros característicos de un sistema termodinámico aislado son tales que maximizan el valor de una cierta magnitud que está en función de dichos parámetros, llamada entropía.

La entropía de un sistema es una magnitud física abstracta que la mecánica estadística identifica con el grado de desorden molecular interno de un sistema físico. La termodinámica clásica, en cambio, la define como la relación entre el calor transmitido y la temperatura a la que se transmite. La termodinámica axiomática define a la entropía como una cierta función —a priori, de forma desconocida—, que depende de los llamados «parámetros característicos» del sistema, y que solo puede definirse para los estados de equilibrio del sistema.
Dichos parámetros característicos se establecen a partir de un postulado derivado del primer principio de la termodinámica, llamado a veces el principio de estado. Según este, el estado de equilibrio de un sistema queda totalmente definido por medio de la energía interna del sistema, su volumen y su composición molar. Cualquier otro parámetro termodinámico, como podrían serlo la temperatura o la presión, se define como una función de dichos parámetros. Así, la entropía será también una función de dichos parámetros.
El segundo principio de la termodinámica establece que dicha entropía solo puede definirse para estados de equilibrio termodinámico, y que de entre todos los estados de equilibrio posibles —que vendrán definidos por los parámetros característicos—, solo se puede dar el que, de entre todos ellos, maximiza la entropía.
Las consecuencias de este enunciado son sutiles: al considerar un sistema cerrado tendente al equilibrio, los estados de equilibrio posibles incluyen todos aquellos que sean compatibles con los límites o contornos del sistema. Entre ellos se encuentra, evidentemente, el estado de equilibrio de partida. Si el sistema varía su estado de equilibrio desde el de partida a otro, ello se debe a que la entropía del nuevo estado es mayor que la del estado inicial; si el sistema cambia de estado de equilibrio, su entropía solo puede aumentar. Por tanto, la entropía de un sistema aislado termodinámicamente solo puede incrementarse. Suponiendo que el universo partió de un estado de equilibrio, que en todo instante de tiempo el universo no se aleja demasiado del equilibrio termodinámico y que el universo es un sistema aislado, el segundo principio de la termodinámica puede formularse de la siguiente manera; 

La cantidad de entropía del universo tiende a incrementarse con el tiempo.

Sin embargo, la termodinámica axiomática no reconoce el tiempo como una variable termodinámica. Formalmente, la entropía solo puede definirse para estados en equilibrio. En el proceso que va de un estado de equilibrio a otro no se considera que hay estados de equilibrio intermedios, por lo que la entropía en dichos estados de no-equilibrio no puede definirse sin incurrir en inconsistencias formales dentro de la propia termodinámica. Así, la entropía no puede ser una función del tiempo, por lo que hablar de variaciones de la misma en el tiempo es formalmente incorrecto.
Cuando se hace, se debe a que se ha presupuesto que en el proceso de un estado de equilibrio a otro se ha pasado por infinitos estados intermedios de equilibrio, procedimiento que permite introducir al tiempo como parámetro. En tanto en cuanto el estado de equilibrio final sea aquel de máxima entropía posible, no se habrá incurrido en una inconsistencia frontal por cuanto dichos estados de equilibrio intermedios no han afectado al único real (el final).
La formulación clásica defiende que el cambio en la entropía S es siempre mayor o igual (esto último, la igualdad, exclusivo para procesos reversibles ideales, donde se requieren infinitos pasos de equilibrio intermedios) que la transferencia de calor Q producida, dividido por la temperatura de equilibrio T del sistema:
{\displaystyle dS\geq {\frac {\delta Q}{T}}\!}.

## Descripción general

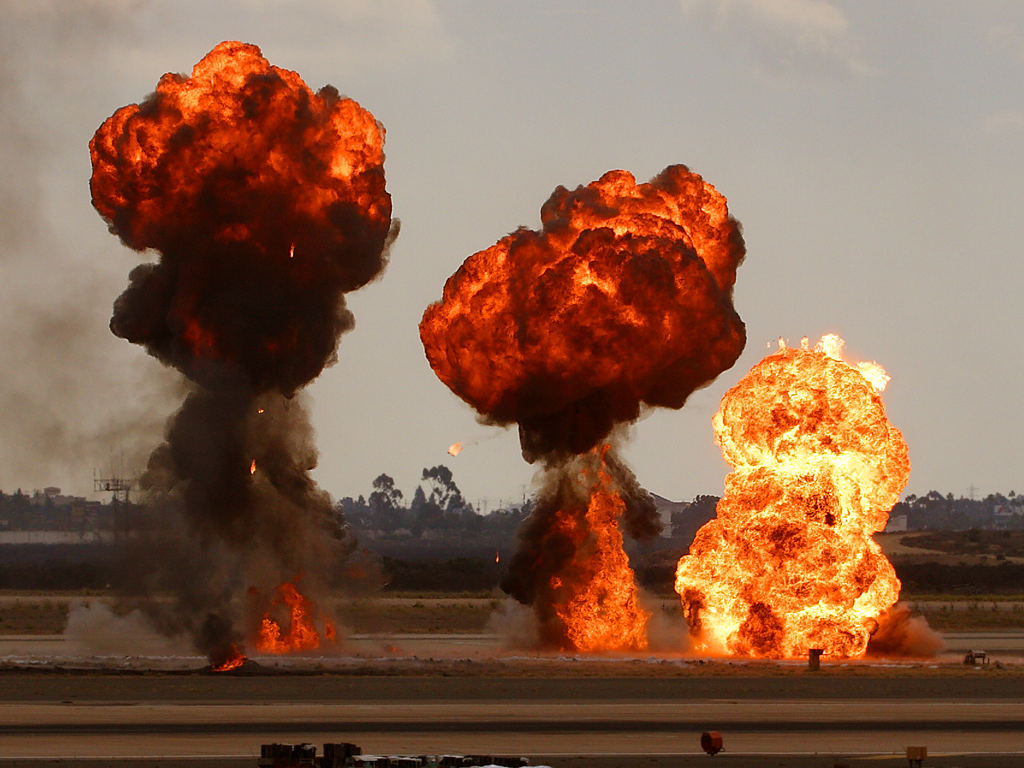
Suponiendo estados iniciales y finales de equilibrio, el principio establece que los sistemas físicos saltan de un estado con cierto orden a un estado menos ordenado, aumentando su entropía. El proceso inverso es imposible de forma espontánea.

El enunciado axiomático del segundo principio pone inmediatamente de manifiesto su principal característica: se trata de una de las pocas leyes ontológicas de la física, en tanto que distingue, de manera general, aquellos procesos y estados físicos que son posibles de aquellos que no lo son; esto es, el segundo principio permite determinar la posibilidad de un proceso o estado. De hecho, en un sentido histórico el segundo principio surgió, en plena revolución industrial en el contexto de las máquinas térmicas como una explicación empírica de por qué éstas se comportaban de una manera determinada y no de otra. En efecto, aunque parezca trivial, siempre se observaba, por ejemplo, que para calentar una caldera era necesario emplear combustible ardiendo a mayor temperatura que la de la caldera; sin embargo, jamás se observaba que la caldera se calentara tomando energía de su entorno, el cual a su vez se enfriaría. De hecho, podría razonarse que, en virtud del primer principio de la termodinámica, nada impide que, espontáneamente, sea posible extraer calor de un cuerpo frío, por ejemplo a 200 K, para transmitírselo a otro caliente, por ejemplo a 1000 K: basta con que se cumpla el balance energético correspondiente, a consecuencia del cual el cuerpo frío se enfriaría aún más, y el caliente se calentaría más aún. Sin embargo, todo esto es contrario a toda experiencia; y aunque parezca común e incluso trivial, tenía un extraordinario impacto en las máquinas empleadas en la revolución industrial: por ejemplo, de no haber sido así, las máquinas podrían funcionar sin necesidad de combustible, pues la energía necesaria podría transferirse de manera espontánea del resto del ambiente. Sin embargo, las máquinas térmicas parecían obedecer una determinada ley, que se materializó en el segundo principio: para producir trabajo mecánico, era necesario aportar energía adicional (el combustible), que a su vez era siempre mayor que la cantidad de trabajo extraído. El concepto de máquina térmica aparece así íntimamente ligado al enunciado inicial del segundo principio.
Una máquina térmica es aquella que provee de trabajo eficaz gracias a la diferencia de temperaturas entre dos cuerpos. Dado que cualquier máquina termodinámica requiere una diferencia de temperatura, se deriva pues que ningún trabajo útil puede extraerse de un sistema aislado en equilibrio térmico, esto es, se requerirá de la alimentación de energía del exterior. Ese principio empírico, extraído de la observación continua de cómo funciona el universo, constituye uno de los primeros enunciados del segundo principio de termodinámica: «es imposible todo proceso cíclico cuyo único resultado sea la absorción de energía en forma de calor procedente de un foco térmico (o reservorio o depósito térmico), y la conversión de toda esta energía en forma de calor en energía en forma de trabajo».

### Enunciados clásicos
El segundo principio de termodinámica ha sido expresada de muchas maneras diferentes. Clausius fue el primero, basándose en los resultados de Carnot: 

Es imposible que una máquina autónoma, sin ayuda de algún agente externo, transfiera calor de un cuerpo a otro más caliente.
It is impossible for a self-acting machine, unaided by any external agency, to convey heat from one body to another at a higher temperature.
Clausius, originalmente en alemán (1850) y traducido por Kelvin.

 Desechada la teoría del calórico, en 1851, Kelvin ofrece un nuevo enunciado:

Es imposible construir un dispositivo que, utilizando un fluido inerte, pueda producir trabajo efectivo causado por el enfriamiento del cuerpo más frío de que se disponga.
It is impossible, by means of inanimate material agency, to derive mechanical effect any portion of matter by cooling it below the temperature of the coldest of the surrounding objects.
Enunciado de Kelvin.

Más tarde Planck, basándose en los estudios de Kelvin establece un enunciado muy sencillo: 

Es imposible construir una máquina que funcione con un periodo regular que no haga otra cosa que elevar un peso y causar el correspondiente enfriamiento de una fuente térmica.
It is impossible to construct a machine which functions with a regular period and which does nothing but raise a weight and causes a corresponding cooling of a heat reservoir.
Enunciado de Planck-Kelvin en 1897.

Finalmente, en 1909, el enunciado más formal sería el del matemático Constantin Carathéodory 

En cada vecindad arbitrariamente próxima a un estado inicial dado, existen estados a los que, mediante procesos adiabáticos, no se pueden acercar tanto como se quiera.
In every arbitrarily close neighborhood of a given initial state exist states which cannot be approached arbitrarily closely by adiabatic processes
C. Carathéodory en 1909.

Algunos corolarios del principio, a veces empleados como enunciados alternativos, serían:

«Ningún proceso cíclico es tal que el sistema en el que ocurre y su entorno puedan volver a la vez al mismo estado del que partieron».

«En un sistema aislado, ningún proceso puede ocurrir si a él se asocia una disminución de la entropía total del sistema».
Corolario del principio, debido a Clausius.

Visualmente, el segundo principio se puede expresar imaginando una caldera de un barco de vapor. Esta no podría producir trabajo si no fuese porque el vapor se encuentra a temperaturas y presión elevadas comparados con el medio que la rodea.
Matemáticamente se expresa así:
{\displaystyle {\frac {dS}{dt}}\geq 0\qquad {\mbox{(1)}}}
donde S es la entropía y el símbolo de igualdad solo existe cuando la entropía se encuentra en su valor máximo (en equilibrio).

### Entropía en mecánica estadística
La termodinámica no ofrece ninguna interpretación física de lo que es la entropía: simplemente la define como una función matemática que toma su máximo valor para cada estado de equilibrio. La habitual identificación de entropía con desorden molecular proviene de una muy simplificada interpretación de los resultados de la mecánica estadística; en concreto, del llamado formalismo microcanónico de la mecánica estadística. Es importante recalcar que la termodinámica y la mecánica estadística, aunque relacionadas, son ramas separadas de la física.

#### Interpretación microcanónica de la entropía con base en el segundo principio de la termodinámica
La ecuación fundamental de un sistema cerrado termodinámico en equilibrio puede expresarse como
{\displaystyle S=S(U,V,n_{1},n_{2},\ldots ,n_{r})\,},
donde S representa la entropía del sistema —desde un punto de vista termodinámico—, U la energía interna del sistema, V su volumen, y n1, n2, etc., el número de moles de cada componente del sistema. Todas estas magnitudes son macroscópicas, en el sentido de que son expresadas y pueden ser medidas y calculadas sin entrar a considerar la naturaleza microscópica —esto es, de los átomos, moléculas, etc., que componen el sistema termodinámico—.
Intuitivamente puede parecer razonable suponer que si el sistema está en equilibrio, entonces sus componentes más fundamentales, sus átomos y moléculas, también lo estén. Sin embargo, un resultado fundamental de la mecánica cuántica afirma que si el sistema es macroscópico, entonces pueden existir multitud de estados cuánticos discretos para sus átomos y moléculas que, globalmente, sean compatibles con los valores de U, V y n1, n2, …, del sistema macroscópico. En principio, no obstante, aunque exista esa potencial capacidad de los componentes microscópicos del sistema para pasar de un estado cuántico a otro, como el sistema es cerrado y está en equilibrio podría razonarse que tales transiciones no se van a dar.
Ahora bien, en realidad no existe un sistema aislado perfecto. Por ejemplo, aunque seamos capaces de aislar térmicamente al sistema de manera absoluta, no podremos evitar los efectos gravitatorios que el resto del universo seguirá ejerciendo sobre la materia que hayamos encerrado dentro; tampoco podrá aislarse perfectamente de todos los campos electromagnéticos que lo rodeen, por muy débiles que puedan resultar. En definitiva, el sistema podrá estar cerrado a efectos macroscópicos, pero la acción de todo tipo de campos de fuerza (sean de gravedad, eléctricas, etc.) y la propia interacción del sistema con las paredes que lo encierren harán que, al menos desde un punto de vista microscópico, el sistema no esté en equilibrio: los átomos y moléculas estarán sometidos a continuas transiciones de un estado cuántico a otro cuyas causas son, a todos los efectos, meramente azarosas, de tantas y tan indefinidas que pueden ser.
La mecánica estadística considera que un sistema macroscópico realiza transiciones enormemente rápidas y totalmente aleatorias entre los distintos estados cuánticos que sean posibles, de manera que las medidas macroscópicas de parámetros tales como la temperatura, la energía, incluso el volumen, son en realidad la media de las miríadas de estados cuánticos o microscópicos. Y como dichas transiciones están producidas por procesos esencialmente aleatorios, se acepta como principio que un sistema macroscópico visita todos los estados microscópicos permisibles con igual probabilidad. A dichos estados microscópicos permisibles se les llama microestados.
Para cada macroestado de equilibrio, el número de microestados permitidos es uno determinado por las leyes de la física. Por ejemplo, si un sistema macroscópico tiene por energía 1000 julios, es absurdo suponer que un microestado de dicho sistema pueda tener más de 1000 julios de energía.
Si se considera un estado de equilibrio macroscópico, según el segundo principio de termodinámica este vendrá totalmente definido por los valores de las variables termodinámicas U, V, n1, n2, etc., para los que la entropía S toma su máximo valor entre todos los posibles. Supongamos que tenemos un sistema termodinámico en equilibrio que viene definido por una limitación fundamental: no se permite que el sistema tenga un volumen mayor que uno concreto, y la cantidad de materia del sistema es la que se haya dado al comienzo. Por ejemplo, gas en una bombona de gas: no puede tener un volumen mayor que el de la bombona, ni puede haber más cantidad de gas que la que se ha colocado dentro. Atendiendo a esa limitación de volumen y masa, el sistema adquirirá los valores de U tales que maximicen la entropía, y entonces habrá alcanzado el equilibrio macroscópico. Asociado a ese estado macroscópico de equilibrio, tenemos el de los microestados: las moléculas del sistema podrán presentar transiciones aleatorias entre distintos microestados dentro de los límites impuestos por el propio sistema. No podrán, por ejemplo, desplazarse más allá de las barreras del sistema, ni podrán vibrar con una energía mayor que la energía total del sistema macroscópico, etc. Esto es, asociado al equilibrio macroscópico se tiene un número limitado, aunque posiblemente inmenso, de microestados que los constituyentes microscópicos del sistema pueden visitar con igual probabilidad.
Si retiramos ahora una restricción al sistema macroscópico, como por ejemplo permitir que el volumen sea ahora mayor que antes, pasarán dos cosas:
- Desde el punto de vista de la termodinámica, esto es, desde el punto de vista macroscópico, las variables del sistema evolucionarán hacia un estado de entropía mayor: el volumen V es ahora mayor que antes, y aunque la cantidad de materia es la misma, esta ahora puede ocupar más volumen. Así, la energía interna del sistema U variará de manera que, en el nuevo estado de equilibrio, la entropía S tome el máximo valor posible. Dicho valor es necesariamente mayor que el del estado de equilibrio previo. En efecto, podemos concebir la situación en la que, aunque puede, el sistema se mantiene en su volumen anterior, con la misma energía interna y misma materia. En ese caso la entropía no habrá cambiado. Y ese caso es compatible con los límites del sistema. Sin embargo, sabemos que la naturaleza no opera así: el sistema tenderá a ocupar todo el volumen (aunque sea un sólido, en cuyo caso la presión de vapor del sólido cambiará, o se evaporará más sólido, etc.), y el equilibrio se desplazará. La función entropía es aquella función matemática que toma su valor máximo en ese nuevo equilibrio y deberá ser por tanto mayor que en el estado de equilibrio anterior.

- Desde el punto de vista microscópico ocurre que ahora el número de microestados que son compatibles con los límites del sistema ha aumentado. En efecto, seguiremos teniendo los mismos de antes, pero a estos se les suman otros nuevos. Por ejemplo, ahora un átomo podrá moverse no ya dentro del volumen anterior, sino también dentro de todo el nuevo volumen.

Así, a la vez que la entropía aumenta se produce un incremento del número de microestados posibles. Esto sugiere que la entropía puede identificarse con el número de microestados consistentes con las limitaciones macroscópicas impuestas sobre el sistema. Siendo los microestados producto del azar, y siendo la probabilidad de que cada uno de ellos se dé la misma, es natural identificar por tanto entropía con desorden microscópico.
Existe un único problema: según la termodinámica, la entropía es aditiva. Esto es, la entropía de dos sistemas iguales es el doble que la entropía individual de cada uno de ellos. Sin embargo, el número de microestados posibles es multiplicativo. Es decir, el número de microestados de dos sistemas es el producto del número de microestados de cada uno de ellos. Por ejemplo, el número de «microestados» de dos dados, si el de cada uno de ellos es 6 (cada cara del dado es un microestado posible), es 6x6=36 microestados (tener un «1» en el primero, un «3» en el segundo; un «2» en el primero, un «5» en el segundo, etc.). Para interpretar la entropía necesitaremos conseguir que el número de microestados cumpla una regla aditiva.
La única solución a esto es identificar la entropía con el logaritmo del número de microestados posibles. Llamando Ω al número de microestados y S a la entropía, podremos escribir que:
{\displaystyle S=k_{B}\ln \Omega \,},
donde kB es la constante de Boltzmann, y aparece sencillamente para determinar la escala de la entropía, que suele darse como energía por grado de temperatura (J/K), aunque según esta interpretación podría carecer de unidades.

#### Interpretación canónica
La interpretación microcanónica de la entropía concibe un sistema termodinámico aislado, esto es, un sistema termodinámico que no intercambia ni materia ni energía ni volumen con el exterior: la composición del sistema, dada por n1, n2, …, su energía interna U y su volumen V no cambian en ella. El sistema por antonomasia que cumple dichas condiciones es el propio universo. Sin embargo, en muchas ocasiones se contemplan sistemas que sí intercambian energía, masa o volumen con su entorno. Estos asertos estarían sujetos a que se mantuviera válida la hipótesis de que existe un solo y único universo.
Para esos casos es necesario extender las interpretaciones estadísticas de la entropía, si bien globalmente es la interpretación microcanónica la que perdura. En efecto, si consideramos un sistema que, por ejemplo, intercambia materia con su entorno, podemos concebir un sistema mayor que incluya al sistema inicial y a su entorno de manera que el sistema global se amolde a la interpretación microcanónica; en el límite, dicho sistema será el propio universo. Y es precisamente la entropía del sistema microcanónico la que queda sujeta al segundo principio de la termodinámica, esto es, aquella que debe aumentar al variar el equilibrio global del sistema.
Evidentemente, podría entonces pensarse que cualquier sistema, sean cuales sean las condiciones de intercambio con su entorno, puede ser tratado concibiendo el sistema global que quede sujeto a la interpretación microcanónica. En efecto, en principio su estado de equilibrio debería poder obtenerse sin más que considerar el número total de microestados del sistema global. Esto, sin embargo, puede ser muy costoso por no decir prácticamente imposible de estimar en la mayor parte de las circunstancias: los cálculos combinatorios sobre el número de formas en que la energía disponible en un sistema puede distribuirse suele quedar más allá de todo conocimiento matemático. Y es para solventar esas deficiencias que surgen el resto de interpretaciones de la entropía.
La interpretación canónica, a veces llamada formalismo canónico o de Helmholtz, considera un sistema termodinámico capaz de intercambiar energía con un reservorio térmico o termostato. Según esto, al disponer de una fuente infinita de energía, todo estado energético, desde el de menor energía hasta el de mayor, será concebible para el sistema. Sin embargo, en oposición al sistema microcanónico, la probabilidad de cada uno de esos estados no será la misma: el sistema no estará la misma fracción de tiempo en cada uno de esos estados. El punto central del formalismo canónico es determinar la distribución de probabilidad de los microestados. Y dicho problema se resuelve teniendo en cuenta que el sistema global formado por el termostato y el sistema en cuestión es un sistema cerrado, esto es, cumple el formalismo microcanónico de que la probabilidad de cada microestado global es la misma.
Si la energía total del sistema global es Etot, y la de un microestado del sistema local es Ej, al estar el sistema local en un estado de energía Ej el termostato quedará reducido inevitablemente a uno de energía Etot – Ej. La probabilidad de que el sistema global esté en un microestado tal que el termostato tenga energía Etot – Ej y el sistema local Ej será entonces:

{\displaystyle P_{j}={\frac {\Omega _{\mathrm {term} }(E_{\mathrm {tot} }-E_{j})}{\Omega _{\mathrm {tot} }E_{\mathrm {tot} }}}}.

Siguiendo la definición de la entropía según Boltzmann, dicha ecuación puede escribirse como:

{\displaystyle P_{j}={\frac {e^{{\frac {S_{\mathrm {term} }}{k_{B}}}(E_{\mathrm {tot} }-E_{j})}}{e^{{\frac {S_{\mathrm {tot} }}{k_{B}}}E_{\mathrm {tot} }}}}\,}.

La energía interna U será el valor medio de la energía del sistema local, por lo que, como la entropía es aditiva, puede escribirse que:

{\displaystyle S_{\mathrm {tot} }(E_{\mathrm {tot} })=S(U)+S_{\mathrm {term} }(E_{\mathrm {tot} }-U)\,}.

Si se desarrolla en serie {\displaystyle S_{\mathrm {term} }(E_{\mathrm {tot} }-E_{j})\,} tendremos que:

{\displaystyle S_{\mathrm {term} }(E_{\mathrm {tot} }-E_{j})=S_{\mathrm {term} }(E_{\mathrm {tot} }-U+U-E_{j})=S_{\mathrm {term} }(E_{\mathrm {tot} }-E)+{\frac {(U-E_{j})}{T}}}.

De este modo, la probabilidad puede expresarse como:

{\displaystyle P_{j}={\frac {e^{\frac {U-TS(U)}{k_{B}}}}{e^{{\frac {T}{k_{B}}}E_{j}}}}\,}.

Y como {\displaystyle F=U-TS(U)\,} es la energía libre de Helmholtz, podemos expresar dicha probabilidad como:

{\displaystyle P_{j}=e^{\beta F}e^{-\beta E_{j}}\,} ,

donde {\displaystyle \beta ={\frac {1}{k_{B}T}}}.
La probabilidad total de estar en alguno de dichos estados es la unidad, por lo que:

{\displaystyle \sum _{j}P_{j}=e^{\beta F}\sum _{j}e^{-\beta E_{j}}=1\,}, de donde se define {\displaystyle e^{-\beta F}=Z\,}.

Z es la llamada función de partición canónica, generalmente definida como:

{\displaystyle Z=\sum _{j}e^{-\beta E_{j}}\,}

Si para un sistema de partículas en equilibrio térmico se conoce la función de partición Z, se puede calcular la entropía mediante:

{\displaystyle S=k_{B}\beta ^{2}{\frac {\partial F}{\partial \beta }}={\frac {\partial }{\partial T}}(k_{B}T\ln Z)=-k_{B}\sum _{j}P_{j}\ln P_{j}}

Donde kB es la constante de Boltzmann, T la temperatura y las probabilidades Pj. Esta es la interpretación de la entropía, llamada interpretación canónica o entropía de Helmholtz.

### Entropía de Von Neumann en mecánica cuántica
En el siglo XIX el concepto de entropía fue aplicado a sistemas formados por muchas partículas que se comportan clásicamente; a principios del siglo XX Von Neumann generalizó el concepto de entropía para sistemas de partículas cuánticas, definiendo para un estado mezcla caracterizado por una matriz densidad ρ la entropía cuántica de Von Neumann como la magnitud escalar:

{\displaystyle S(\rho )\,=\,-k_{B}{\rm {Tr}}(\rho \,{\rm {ln}}\rho ),}

### Entropía generalizada en relatividad general
El intento de extender el análisis termodinámico convencional al universo entero, llevó a examinar a principios de los 70 el comportamiento termodinámico de estructuras como los agujeros negros. El resultado preliminar de dicho análisis reveló algo muy interesante, que el segundo principio tal como había sido formulado convencionalmente para sistemas clásicos y cuánticos podría ser violada en presencia de agujeros negros. Sin embargo, los trabajos de Jacob D. Bekenstein sobre teoría de la información y agujeros negros sugirieron que el segundo principio seguiría siendo válido si se introducía una entropía generalizada (Sgen) que sumara a la entropía convencional (Sconv), la entropía atribuible a los agujeros negros que depende del área total (A) de agujeros negros en el universo. Concretamente esta entropía generalizada debe definirse como:

{\displaystyle S_{gen}=S_{conv}+{\frac {kc^{3}}{4G\hbar }}A}

Donde:
- k es la constante de Boltzmann.
- c es la velocidad de la luz.
- G es la constante de gravitación universal.
- {\displaystyle \hbar } es la constante de Planck racionalizada.
- A es el área total de agujeros negros en el universo.

## Violaciones del segundo principio de la termodinámica
Hay circunstancias en las que el segundo principio no es aplicable o, dicho de otra manera, se pueden dar condiciones en sistemas concretos en los que el segundo principio de la termodinámica no es cierto. Por regla general, este es el caso de sistemas de tamaño atomísticos, sometidos a fluctuaciones cuánticas o fenómenos sobre escalas temporales muy breves (del orden de femtosegundos o picosegundos).

### El teorema de fluctuación de la entropía
El teorema sobre la fluctuación de entropía, enunciado en el contexto de la mecánica estadística, trata la probabilidad relativa de que la entropía de un sistema que no se encuentra en equilibrio termodinámico (esto es, un sistema tal que su entropía no es máxima) aumente o disminuya en un período de tiempo determinado. El segundo principio de termodinámica predice que la entropía de todo sistema aislado tiende a incrementarse hasta que el sistema alcanza el equilibrio termodinámico. Sin embargo, en mecánica estadística, la entropía es una variable aleatoria, lo que sugiere que debería existir una probabilidad no nula de que la entropía de un sistema aislado decrezca espontáneamente. El teorema de fluctuación cuantifica de manera exacta dicha probabilidad.
El teorema de fluctuación de la entropía fue propuesto en 1993 por Denis Evans, E.G.D. Cohen y Gary Morriss, quienes emplearon simulaciones por ordenador para su prueba. La primera prueba rigurosa del teorema fue dada por Denis Evans y Debra Searles en 1994. Desde entonces el teorema ha sido puesto a prueba en numerosos sistemas y colectividades estadísticos, y siempre se ha demostrado cierto.
A grandes rasgos, el teorema de fluctuación trata sobre la distribución de probabilidad de la tasa media de producción de entropía irreversible sobre un período de tiempo, denotada como {\displaystyle {\overline {\Sigma }}_{t}}. El teorema establece que, en sistemas alejados del equilibrio termodinámico durante un período de tiempo t, la razón entre la probabilidad de que {\displaystyle {\overline {\Sigma }}_{t}} tome un valor A, y la probabilidad de que tome el valor opuesto, −A, sigue una proporción exponencial en At. Dicho de otro modo, para un sistema finito que no está en equilibrio, durante un período de tiempo finito, el teorema de fluctuación establece de manera precisa la probabilidad de que la entropía del sistema fluya en sentido opuesto al dictado por el segundo principio de termodinámica.
Matemáticamente queda expresado como:
{\displaystyle {\frac {\Pr({\overline {\Sigma }}_{t}=A)}{\Pr({\overline {\Sigma }}_{t}=-A)}}=e^{At}.}
De acuerdo con esta ecuación se sigue que existe una cierta probabilidad de que el segundo principio de termodinámica pueda ser violado. Sin embargo, esta probabilidad depende tanto del tiempo como del tamaño del sistema. En efecto, como la entropía {\displaystyle \Sigma } es una variable extensiva (lo que significa que ha de duplicar su valor si el tamaño del sistema se duplica), la probabilidad de observar que la producción de entropía es opuesta a la dictada por el segundo principio decae exponencialmente conforme el tamaño del sistema aumenta, o el tiempo de observación es incrementado.
Es por ello importante indicar que el teorema de fluctuación no afirma que el segundo principio de termodinámica es falso o inválido; este principio se refiere a sistemas macroscópicos. El teorema de fluctuación es más general, por cuanto puede ser aplicado a sistemas microscópicos y macroscópicos. Como se ha dicho arriba, cuando se aplica a sistemas lo suficientemente grandes, de acuerdo con el teorema la probabilidad de que el flujo de entropía sea negativo es nula, con lo que el teorema se vuelve equivalente al segundo principio de la termodinámica.
Sin embargo el teorema sí que indica que, en sistemas microscópicos y sobre períodos de tiempo muy breves, el segundo principio puede ser violado (en su interpretación no macroscópica).

### El teorema de recurrencia de Poincaré
El teorema de recurrencia de Poincaré establece que ciertos sistemas conservativos, después de un tiempo suficientemente largo, pero finito, volverán a un estado muy cercano, si no exactamente igual al estado inicial, eso implica que por ejemplo un gas formado por moléculas que parta de un estado con baja entropía (por ejemplo si las moléculas inicialmente sólo están presentes en una mitad del recipiente), tarde o temprano las colisiones llevarán a un estado similar por lo que temporalmente la entropía habrá descendido. Este es esencialmente lo mismo que puede deducirse del teorema de fluctuación de la entropía, solo que el resultado de Poincaré es mucho más sencillo de demostrar. De hecho, el tiempo de recurrencia de Poincaré es el tiempo transcurrido hasta la recurrencia; este tiempo puede variar mucho según el estado inicial exacto y el grado requerido de cercanía. El resultado se aplica a sistemas mecánicos aislados sujetos a algunas restricciones, por ejemplo, todas las partículas deben estar unidas a un volumen finito. El teorema se discute comúnmente en el contexto de la teoría ergódica, los sistemas dinámicos y la mecánica estadística.